# Gerald Kronberger
Gerald Kronberger (* 1975 in Braunau am Inn) ist ein österreichischer Jurist. Seit 1. Februar 2020 ist er Bezirkshauptmann von Braunau am Inn.

## Werdegang
Kronberger wurde in Braunau am Inn geboren und wuchs in Schalchen auf. Seine berufliche Laufbahn hat er als Koch-Kellner-Lehrling im Fünf-Sterne-Hotel Goldener Hirsch in Salzburg begonnen. Er legte die Studienberechtigungsprüfung ab und studierte Jus; dieses Studium schloss er als Magister der Rechtswissenschaften ab.
Er begann seine Laufbahn als Jurist in der Abteilung Finanzen im Magistrat der Stadt Salzburg und wechselte dann als Richter in die Außenstelle des Bundesverwaltungsgerichtes in Linz. In seiner dortigen Tätigkeit lag sein Schwerpunkt auf Fremdenrecht und Asylverfahren. Seit 1. Jänner 2017 war er Stadtamtsleiter in Neumarkt am Wallersee.
Im Dezember 2019 wurde seitens der oberösterreichischen Landesregierung bekanntgegeben, dass er ab 1. Februar 2020 Bezirkshauptmann für den Bezirk Braunau am Inn werden würde.